# Copa Mundial de Clubes de la FIFA 2006
La Copa Mundial de Clubes de la FIFA 2006 fue la tercera edición del torneo organizado por la FIFA, que se disputó en diciembre en Japón. Participaron los clubes de fútbol campeones de sus respectivas zonas continentales (haciendo un total de seis equipos).
En la final de la competición se enfrentaron el Internacional de Brasil y el Barcelona de España. El conjunto brasileño obtendría la victoria con un gol de Adriano Gabiru cerca del final del partido. Al ganar su primer título se convierte en el tercer equipo de Brasil en conseguir este título consecutivamente.

## Premios

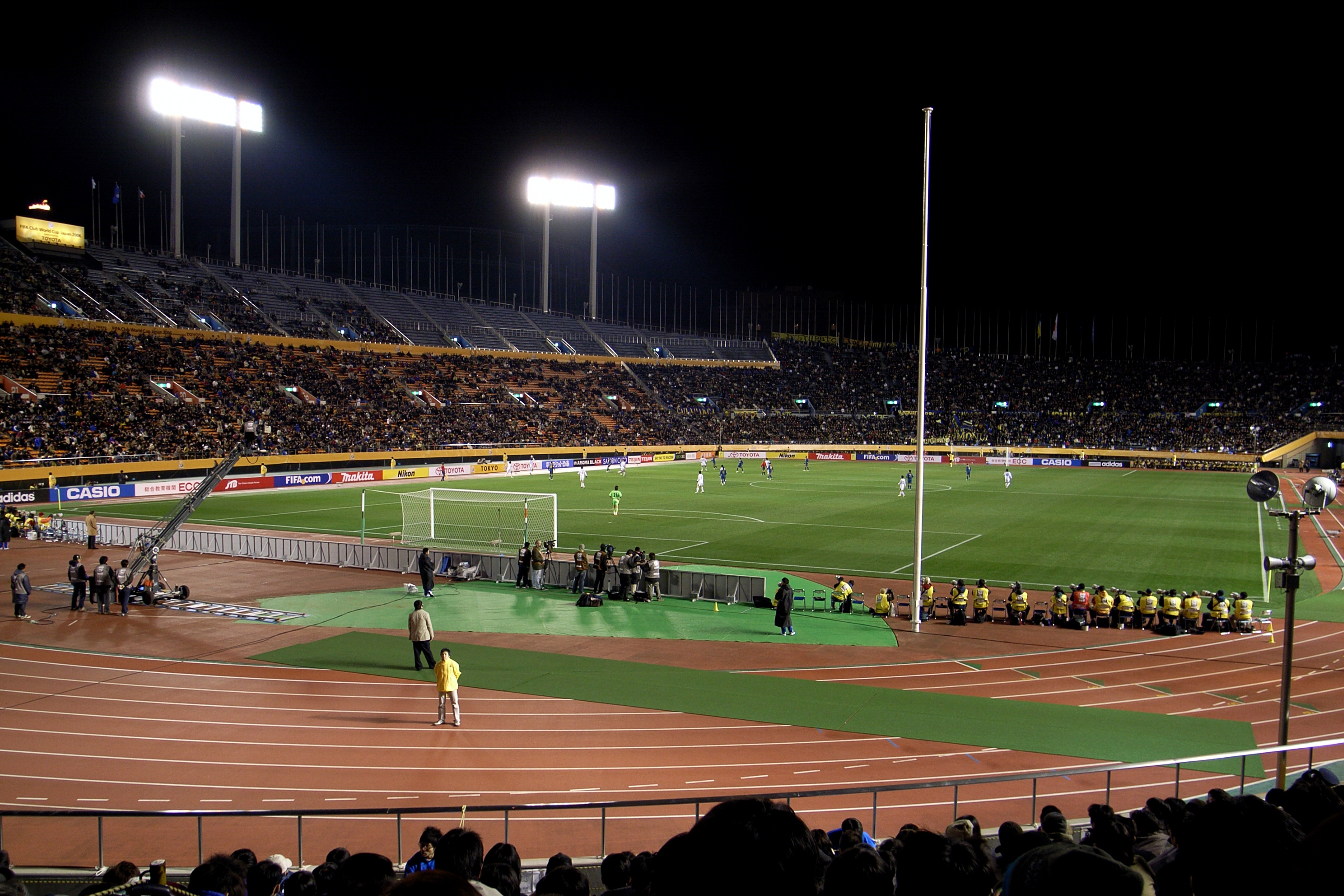
Partido entre el Jeonbuk Hyundai Motors surcoreano y el América mexicano. Con victoria final de los norteamericanos por 0-1.

Para esta edición la FIFA repartió quince millones de dólares para los equipos participantes. Dividiéndose de más dinero a menos acorde a mejor o peor posición en la que finalizaron los clubes:
- 1.º lugar: $ 4.500.000
- 2.º lugar: $ 3.500.000
- 3.º lugar: $ 2.500.000
- 4.º lugar: $ 2.000.000
- 5.º lugar: $ 1.500.000
- 6.º lugar: $ 1.000.000

## Formato
La competencia fue un torneo de eliminación directa. Auckland City, América, Jeonbuk Hyundai Motors y Al-Ahly disputaron los partidos de cuartos de final. Los ganadores jugaron las semifinales contra Internacional y Barcelona, y los perdedores disputaron el partido por el quinto lugar. Los ganadores de las semifinales disputaron la final, mientras que los perdedores, disputaron el partido por el tercer lugar.

## Sedes
Los estadios designados fueron los mismos de la edición anterior (edición 2005): el Toyota, el Olímpico de Tokio y el Internacional de Yokohama correspondientes, justamente, a las ciudades de Toyota, Tokio y Yokohama.
| Yokohama                                               | Tokio                                        | Toyota                                           |
| ------------------------------------------------------ | -------------------------------------------- | ------------------------------------------------ |
| Estadio Internacional de Yokohama                      | Estadio Olímpico de Tokio                    | Estadio Toyota                                   |
| 35°30′36.16″N 139°36′22.49″E / 35.5100444, 139.6062472 | 35°40′41″N 139°42′53″E / 35.67806, 139.71472 | 35°5′4.2″N 137°10′14.2″E / 35.084500, 137.170611 |
| Capacidad: 73.237                                      | Capacidad: 57.363                            | Capacidad: 45.000                                |
|                                                        |                                              |                                                  |
| Yokohama Tokio Toyota                                  |                                              |                                                  |

## Árbitros
Fueron elegidos cinco árbitros para los partidos, proviniendo de cuatro confederaciones (siendo Asia el continente del cual se eligieron dos). Además de dos árbitros asistentes, que en ningún caso fueron de la misma nacionalidad.
| Zona                    | Árbitro                | País           | Árbitro asistente   | País       |
| ----------------------- | ---------------------- | -------------- | ------------------- | ---------- |
| Africana                | Jerome Damon           | Sudáfrica      | Enock Molefe        | Sudáfrica  |
|                         |                        |                | Celestin Ntagungira | Ruanda     |
| Asiática                | Khalil Al Ghamdi       | Arabia Saudita | Eisa Ghuloum        | EAU        |
|                         | Subkhiddin Mohd Salleh | Malasia        | Hamdi Al Kadri      | Siria      |
| Norte y Centroamericana | Carlos Batres          | Guatemala      | Carlos Pastrana     | Honduras   |
|                         |                        |                | Leonel Leal         | Costa Rica |
| Sudamericana            | Óscar Ruiz             | Colombia       | Wilson Berrio       | Colombia   |
|                         |                        |                | Rafael Yánez        | Venezuela  |

## Clubes clasificados
El torneo se realizó entre los campeones de las seis confederaciones de la temporada 2006:
En cursiva los debutantes del torneo.
| Confederación                    | Equipo                 | Vía de clasificación                                  |
| -------------------------------- | ---------------------- | ----------------------------------------------------- |
| UEFA (Europa)                    | Barcelona              | Campeón de la Liga de Campeones de la UEFA (2005-06)  |
| Conmebol (América del Sur)       | Internacional          | Campeón de la Copa Libertadores de América (2006)     |
| Concacaf (Norte y Centroamérica) | América                | Campeón de la Copa de Campeones de la Concacaf (2006) |
| AFC (Asia)                       | Jeonbuk Hyundai Motors | Campeón de la Liga de Campeones de la AFC (2006)      |
| CAF (África)                     | Al-Ahly                | Campeón de la Liga de Campeones de la CAF (2006)      |
| OFC (Oceanía)                    | Auckland City          | Campeón del Campeonato de Clubes de Oceanía (2006)    |

## Reglamento
Todos los enfrentamientos se juegan a partido único. Si al cabo de esos 90 minutos el encuentro se mantiene igualado se debe jugar un tiempo suplementario de 30 minutos (exceptuando el partido por el tercer lugar). En caso de persistir el empate, se define por tiros desde el punto penal.

## Calendario y resultados
- Los horarios corresponden a la hora de Japón (UTC+9)

### Cuadro de desarrollo
|  |                            |                         |                            |           | Cuartos de final         | Cuartos de final        |   |  | Semifinales | Semifinales |  |  | Final                      | Final |
|  |                            |                         |                            |           |                          |                         |   |  |             |             |  |  |                            |       |
|  |                            |                         |                            |           | 10 de diciembre - Toyota |                         |   |  |             |             |  |  |                            |       |
|  |                            |                         |                            |           |                          |                         |   |  |             |             |  |  |                            |       |
|  | Auckland City              | 0                       |                            |           |                          |                         |   |  |             |             |  |  |                            |       |
|  | Auckland City              | 0                       | 13 de diciembre - Tokio    |           |                          |                         |   |  |             |             |  |  |                            |       |
|  |                            |                         | Al-Ahly                    | 2         |                          |                         |   |  |             |             |  |  |                            |       |
|  | Al-Ahly                    | 1                       | Al-Ahly                    | 2         |                          |                         |   |  |             |             |  |  |                            |       |
|  | Al-Ahly                    | 1                       | Quinto lugar               |           |                          |                         |   |  |             |             |  |  |                            |       |
|  |                            |                         | Internacional              | 2         |                          |                         |   |  |             |             |  |  |                            |       |
|  | Auckland City              | 0                       | Internacional              | 2         |                          |                         |   |  |             |             |  |  |                            |       |
|  | Auckland City              | 0                       | 17 de diciembre - Yokohama |           |                          |                         |   |  |             |             |  |  |                            |       |
|  | Jeonbuk Hyundai            | 3                       |                            |           |                          |                         |   |  |             |             |  |  |                            |       |
|  | Jeonbuk Hyundai            | 3                       | Internacional              | 1         |                          |                         |   |  |             |             |  |  |                            |       |
|  | 15 de diciembre - Tokio    | 15 de diciembre - Tokio | Internacional              | 1         | 11 de diciembre - Tokio  | 11 de diciembre - Tokio |   |  |             |             |  |  |                            |       |
|  | 15 de diciembre - Tokio    | 15 de diciembre - Tokio |                            | Barcelona | 11 de diciembre - Tokio  | 11 de diciembre - Tokio | 0 |  |             |             |  |  |                            |       |
|  |                            |                         | Jeonbuk Hyundai            | Barcelona | 0                        |                         | 0 |  |             |             |  |  |                            |       |
|  | 14 de diciembre - Yokohama |                         | Jeonbuk Hyundai            |           | 0                        |                         |   |  |             |             |  |  |                            |       |
|  |                            | América                 | 1                          |           |                          |                         |   |  |             |             |  |  |                            |       |
|  | América                    | América                 | 1                          | 0         |                          |                         |   |  |             |             |  |  |                            |       |
|  | América                    |                         | Tercer lugar               | 0         |                          |                         |   |  |             |             |  |  |                            |       |
|  |                            |                         | Barcelona                  | 4         |                          |                         |   |  |             |             |  |  |                            |       |
|  | Al-Ahly                    | 2                       | Barcelona                  | 4         |                          |                         |   |  |             |             |  |  |                            |       |
|  | Al-Ahly                    | 2                       |                            |           |                          |                         |   |  |             |             |  |  |                            |       |
|  | América                    | 1                       |                            |           |                          |                         |   |  |             |             |  |  |                            |       |
|  | América                    | 1                       |                            |           |                          |                         |   |  |             |             |  |  |                            |       |
|  |                            |                         |                            |           |                          |                         |   |  |             |             |  |  | 17 de diciembre - Yokohama |       |

### Cuartos de final
| 10 de diciembre de 2006, 19:20 | Auckland City | 0:2 (0:0) | Al-Ahly                    | Estadio Toyota, Toyota                                       |                                                              |
|                                |               | Reporte   | Flávio 51' · Aboutrika 73' | Asistencia: 29.912 espectadores Árbitro(s): Khalil Al Ghamdi | Asistencia: 29.912 espectadores Árbitro(s): Khalil Al Ghamdi |

| 11 de diciembre de 2006, 19:20 | Jeonbuk Hyundai Motors | 0:1 (0:0) | América   | Estadio Nacional, Tokio                                  |                                                          |
|                                |                        | Reporte   | Rojas 79' | Asistencia: 34.197 espectadores Árbitro(s): Jerome Damon | Asistencia: 34.197 espectadores Árbitro(s): Jerome Damon |

### Quinto lugar
| 15 de diciembre de 2006, 19:20 | Auckland City | 0:3 (0:2) | Jeonbuk Hyundai Motors                   | Estadio Nacional, Tokio                                      |                                                              |
|                                |               | Reporte   | Lee 17' · Kim 31' · Zé Carlos 73' (pen.) | Asistencia: 23.258 espectadores Árbitro(s): Khalil Al Ghamdi | Asistencia: 23.258 espectadores Árbitro(s): Khalil Al Ghamdi |

### Semifinales
| 13 de diciembre de 2006, 19:20 | Al-Ahly    | 1:2 (0:1) | Internacional                         | Estadio Nacional, Tokio                                            |                                                                    |
|                                | Flávio 54' | Reporte   | Alexandre Pato 23' · Luiz Adriano 72' | Asistencia: 33.690 espectadores Árbitro(s): Subkhiddin Mohd Salleh | Asistencia: 33.690 espectadores Árbitro(s): Subkhiddin Mohd Salleh |

| 14 de diciembre de 2006, 19:20 | América | 0:4 (0:2) | Barcelona                                                     | Estadio Internacional, Yokohama                        |                                                        |
|                                |         | Reporte   | Guðjohnsen 11' · Rafa Márquez 30' · Ronaldinho 65' · Deco 85' | Asistencia: 62.316 espectadores Árbitro(s): Óscar Ruiz | Asistencia: 62.316 espectadores Árbitro(s): Óscar Ruiz |

### Tercer lugar
| 17 de diciembre de 2006, 16:20 | Al-Ahly            | 2:1 (1:0) | América     | Estadio Internacional, Yokohama                          |                                                          |
|                                | Aboutrika 42', 79' | Reporte   | Cabañas 59' | Asistencia: 51.641 espectadores Árbitro(s): Jerome Damon | Asistencia: 51.641 espectadores Árbitro(s): Jerome Damon |

### Final
| 1          | POR        | Clemer              |     |
| 2          | DEF        | Ceará               |     |
| 3          | DEF        | Índio               |     |
| 4          | DEF        | Fabiano Eller       |     |
| 15         | DEF        | Rubens Cardoso      |     |
| 5          | MED        | Wellington Monteiro |     |
| 7          | MED        | Alex                | 47' |
| 8          | MED        | Edinho              |     |
| 9          | DEL        | Fernandão           | 76' |
| 10         | DEL        | Iarley              |     |
| 11         | DEL        | Alexandre Pato      | 61' |
| Entrenador | Entrenador | Abel Braga          |     |

| 1          | POR        | Víctor Valdés            |     |
| 4          | DEF        | Rafael Márquez           |     |
| 5          | DEF        | Carles Puyol             |     |
| 11         | DEF        | Gianluca Zambrotta       | 46' |
| 12         | DEF        | Giovanni van Bronckhorst |     |
| 3          | MED        | Thiago Motta             | 59' |
| 20         | MED        | Deco                     |     |
| 24         | MED        | Andrés Iniesta           |     |
| 7          | DEL        | Eidur Gudjohnsen         | 88' |
| 8          | DEL        | Ludovic Giuly            |     |
| 10         | DEL        | Ronaldinho               |     |
| Entrenador | Entrenador | Frank Rijkaard           |     |

| 17 | MED | Fabián Vargas  | 47' |
| 18 | DEL | Luiz Adriano   | 61' |
| 16 | MED | Adriano Gabiru | 76' |

| 2  | DEF | Juliano Belletti  | 46' |
| 6  | MED | Xavi Hernández    | 59' |
| 18 | DEL | Santiago Ezquerro | 88' |

| Anotado | 82' | Adriano Gabiru | 1-0 |

| Amonestado | 45'  | Índio          |
| Amonestado | 84'  | Adriano Gabiru |
| Amonestado | 93'+ | Iarley         |

| Amonestado | 55' | Thiago Motta |

| Árbitro             | Carlos Batres          |
| Árbitros asistentes | Carlos Pastrana        |
| Árbitros asistentes | Leonel Leal            |
| Cuarto árbitro      | Subkhiddin Mohd Salleh |

| 1          | POR        | Clemer              |     |
| 2          | DEF        | Ceará               |     |
| 3          | DEF        | Índio               |     |
| 4          | DEF        | Fabiano Eller       |     |
| 15         | DEF        | Rubens Cardoso      |     |
| 5          | MED        | Wellington Monteiro |     |
| 7          | MED        | Alex                | 47' |
| 8          | MED        | Edinho              |     |
| 9          | DEL        | Fernandão           | 76' |
| 10         | DEL        | Iarley              |     |
| 11         | DEL        | Alexandre Pato      | 61' |
| Entrenador | Entrenador | Abel Braga          |     |

| 1          | POR        | Víctor Valdés            |     |
| 4          | DEF        | Rafael Márquez           |     |
| 5          | DEF        | Carles Puyol             |     |
| 11         | DEF        | Gianluca Zambrotta       | 46' |
| 12         | DEF        | Giovanni van Bronckhorst |     |
| 3          | MED        | Thiago Motta             | 59' |
| 20         | MED        | Deco                     |     |
| 24         | MED        | Andrés Iniesta           |     |
| 7          | DEL        | Eidur Gudjohnsen         | 88' |
| 8          | DEL        | Ludovic Giuly            |     |
| 10         | DEL        | Ronaldinho               |     |
| Entrenador | Entrenador | Frank Rijkaard           |     |

| 17 | MED | Fabián Vargas  | 47' |
| 18 | DEL | Luiz Adriano   | 61' |
| 16 | MED | Adriano Gabiru | 76' |

| 2  | DEF | Juliano Belletti  | 46' |
| 6  | MED | Xavi Hernández    | 59' |
| 18 | DEL | Santiago Ezquerro | 88' |

| Anotado | 82' | Adriano Gabiru | 1-0 |

| Amonestado | 45'  | Índio          |
| Amonestado | 84'  | Adriano Gabiru |
| Amonestado | 93'+ | Iarley         |

| Amonestado | 55' | Thiago Motta |

| Árbitro             | Carlos Batres          |
| Árbitros asistentes | Carlos Pastrana        |
| Árbitros asistentes | Leonel Leal            |
| Cuarto árbitro      | Subkhiddin Mohd Salleh |

|                             |
| Bandera de Brasil           |
| Campeón S. C. Internacional |
| 1.er título                 |

## Estadísticas

### Goleadores
| Nacionalidad  | Jugador                | Goles | Equipo                 |
| ------------- | ---------------------- | ----- | ---------------------- |
| Egipto        | Mohamed Aboutrika      | 3     | Al-Ahly                |
| Angola        | Flávio                 | 2     | Al-Ahly                |
| Chile         | Ricardo Rojas          | 1     | América                |
| Brasil        | Alexandre Pato         | 1     | Internacional          |
| Brasil        | Luiz Adriano           | 1     | Internacional          |
| Islandia      | Eiður Guðjohnsen       | 1     | Barcelona              |
| México        | Rafael Márquez Álvarez | 1     | Barcelona              |
| Brasil        | Ronaldinho             | 1     | Barcelona              |
| Portugal      | Deco                   | 1     | Barcelona              |
| Corea del Sur | Lee Hyun-Seung         | 1     | Jeonbuk Hyundai Motors |
| Corea del Sur | Kim Hyeung-Bum         | 1     | Jeonbuk Hyundai Motors |
| Brasil        | Zé Carlo               | 1     | Jeonbuk Hyundai Motors |
| Paraguay      | Salvador Cabañas       | 1     | América                |
| Brasil        | Adriano Gabiru         | 1     | Internacional          |

### Balón de oro
| Jugador    | Equipo        | Nacionalidad |
| ---------- | ------------- | ------------ |
| Deco       | Barcelona     | Portugal     |
| Iarley     | Internacional | Brasil       |
| Ronaldinho | Barcelona     | Brasil       |

### Clasificación final
| Equipo | Equipo                 | Pts | PJ | PG | PE | PP | GF | GC | Dif | Rend   |
| ------ | ---------------------- | --- | -- | -- | -- | -- | -- | -- | --- | ------ |
| 1      | Internacional          | 6   | 2  | 2  | 0  | 0  | 3  | 1  | 2   | 100%   |
| 2      | Barcelona              | 3   | 2  | 1  | 0  | 1  | 4  | 1  | 3   | 50%    |
| 3      | Al-Ahly                | 6   | 3  | 2  | 0  | 1  | 5  | 3  | 2   | 66,67% |
| 4      | América                | 3   | 3  | 1  | 0  | 2  | 2  | 6  | -4  | 33,33% |
| 5      | Jeonbuk Hyundai Motors | 3   | 2  | 1  | 0  | 1  | 3  | 1  | 2   | 50%    |
| 6      | Auckland City          | 0   | 2  | 0  | 0  | 2  | 0  | 5  | -5  | 0%     |

### Documentos oficiales
- Reglas de Juego